# Barahathawa
Barahathawa (en népalais : बरहथवा) est un comité de développement villageois du Népal situé dans le district de Sarlahi. Au recensement de 2011, il comptait 18 151 habitants.